# Пинаев, Владислав Юрьевич
Владислав Юрьевич Пинаев (род. 11 февраля 1969, Асбест, Свердловская область, РСФСР, СССР) — государственный и политический деятель, глава города Нижний Тагил Свердловской области.

## Биография

### Образование
В 1987 году окончил средне-профессионально техническое училище города Асбеста по профессии «электрослесарь». С 1987 по 1989 гг. служил в Советской армии. После армии поступил в Уральский государственный технический университет — УПИ и в 1995 году окончил его по специальности «Инженер-теплоэнергетик». В 1999—2001 получил второе высшее образование в том же ВУЗе по специальности «Инженер-экономист».

### Карьера
В 1995—2005 гг. занимался предпринимательской деятельностью (г. Екатеринбург): коммерческий директор ИЧП «Евлада»; индивидуальный предприниматель; директор ООО «Торговый дом Полтавский».
В 2005 году назначен руководителем отдела по работе с естественными монополиями Министерства промышленности, энергетики и науки Свердловской области. В 2009 году был назначен начальником отдела лицензирования и развития Министерства. В 2011 году В. Ю. Пинаев назначен заместителем Министра промышленности и науки Свердловской области. С 2012 по 2014 гг. — министр Министерства промышленности и науки Свердловской области.
В марте 2014 года назначен первым заместителем Главы Администрации города Нижний Тагил.
С мая 2018 года являлся исполняющим обязанности мэра города Нижний Тагил.
15 октября 2018 года Решением Нижнетагильской городской Думы избран Главой города Нижний Тагил.
11 октября 2023 года Решением Нижнетагильской городской Думы избран Главой города Нижний Тагил во второй раз.